# Měrnice černá

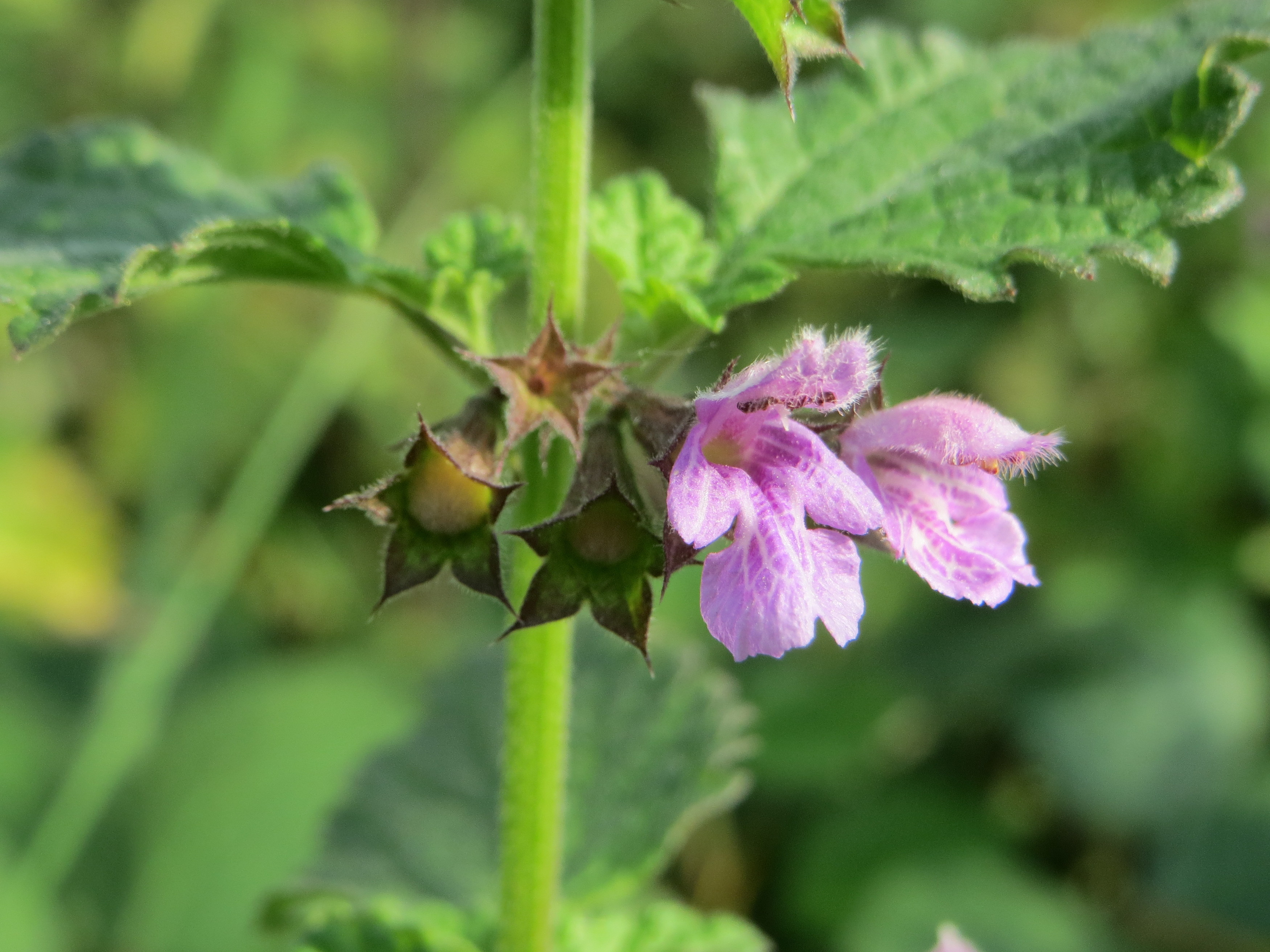
Květy, tvrdky obalené v kalichu a prázdný obal po tvrdce

Měrnice černá (Ballota nigra) je vytrvalá, planě rostoucí rostlina s obvykle fialovými pyskatými květy. Je jediným druhem rodu měrnice, který v České republice roste.
Měrnice černá se vyskytuje zejména v mírném pásu Evropy, v severní Africe a Malé Asii. Zavlečena byla do Severní i Jižní Ameriky a také na Nový Zéland. V České republice je hojná v níže položených teplých místech, ve vyšších polohách je vzácnější.

## Ekologie
Druh je nitrofilní rostlinou, upřednostňuje vlhké zásadité půdy, které mohou být písčité, hlinité i jílovité, často osídluje polostinná místa. Je schopná růst i v půdách chudých na živiny, tehdy je však rostlina neduživá a málo kvete. Snese i noční poklesy teplot k -5 °C. Roste při okrajích lesů, podél polních cest, ale často také v blízkosti lidských sídel a na stanovištích poznamenaných lidskou činností, např. u starých rozpadajících se zdí, podél živých plotů, v parcích, u hnojišť nebo ve vápencových lomech a podél náspů železničních tratí.
Rostlina působí navenek šedavým dojmem a po rozemnutí se vyznačuje charakteristickým výrazným pachem, díky kterému není spásána zvířaty.

## Popis
Vytrvalá bylina, vysoká 20 až 80 cm, která bývá téměř celá šedavě pýřitá. Vyrůstá z krátkého, vícehlavého oddenku porostlého jemným kořenovým vlášením. Chlupaté lodyhy jsou přímé nebo vystoupavé, v průřezu hranaté, často fialově naběhlé a porostlé vstřícně uspořádanými řapíkatými listy bez palistů. Listové čepele jsou celistvé, vrásčité, se síťovou žilnatinou, vejčitého až okrouhlého tvaru. U báze jsou srdčité či klínovité, po obvodě hrubě vroubkované, na vrcholu tupě špičaté a jsou chlupaté po obou stranách nebo na líci holé. Listy bývají tmavozeleně zbarvené, dlouhé 2 až 4 cm, široké 1 až 3 cm a v horní části lodyhy přecházejí do listenů.
Z úžlabí listenů vyrůstají krátce stopkaté květy, které jsou po deseti až dvaceti směstnané v jednostranných lichopřeslenech. Květy se štětinovitými listenci jsou oboupohlavné s dvoupyskou korunou. Vytrvalý nálevkovitý kalich s pěti ostrými zuby ven vyhnutými je asi 10 mm dlouhý, pravidelný a vně chlupatý. Fialová, růžová či červenavá dvoupyská, vně chlupatá koruna je asi 12 mm dlouhá a má přímou trubku. Horní celistvý pysk koruny je ploše vyklenutý a uprostřed vykrojený, spodní pysk je trojlaločný, střední vykrojený lalok je největší. Z korunní trubky vystupují čtyři dvojmocné tyčinky, které jsou zakončené žlutými vejčitými prašníky. Semeník je svrchní a jeho bílá čnělka nese dvoulaločnou bliznu. Ploidie druhu je 2n = 20.

## Rozmnožování
Květy rozkvétající od května do srpna ochotně navštěvují a opylují převážně včely. Nedojde-li před koncem kvetení k opylení blizny, ta se ohne dolů a dotkne se spodního pysku, na který se vysypal pyl z prašníků. Někdy se na rostlině vyskytují i květy pouze samičí, pestíkovité. Po odkvětu se ústí kalichu uzavře věnečkem chloupků, které brání vniknutí semenožravému hmyzu a chrání tak vyvíjející se plod.
Původně dvoupouzdrý semeník se po opylení zaškrtí a vzniknou čtyři jednosemenné části – tvrdka obalená trvalým kalichem. Je to plod obsahující 4 vejčité, asi 2 mm velké plůdky, které jsou po dozrání vymršťovány věnečkem chloupků z tvrdky.

## Taxonomie
V české přírodě rostou dva poddruhy měrnice černé, jsou to:
- měrnice černá pravá (Ballota nigra L. subsp. nigra)
- měrnice černá zapáchající (Ballota nigra L. subsp. meridionalis) (Bég.) Bég.

Nominátní poddruh, měrnice černá pravá, je považován za naturalizovaný archeofyt, který se v české krajině vyskytuje již dlouhodobě. Druhý poddruh, měrnice černá zapáchající, je neofyt, který se mezi českou květenu dostává jen příležitostně.
Měrnice černá je velmi proměnlivý druh, její variace se týkají výšky, odění, velikosti a tvaru listů, odění a tvaru kalichu i barvy koruny. Podle se v Evropě vyskytuje dalších pět poddruhů:
- Ballota nigra L. subsp. anatolica P. H. Davis
- Ballota nigra L. subsp. foetida Hayek
- Ballota nigra L. subsp. sericea (Vandas) Patzak
- Ballota nigra L. subsp. uncinata (Fiori & Bég.) Patzak
- Ballota nigra L. subsp. velutina (Posp.) Patzak

## Význam
Rostlina obsahuje mnohé chemické látky, které mohou sloužit k léčebným účelům. Jsou to např. fenolické sloučeniny, organické kyseliny, betainové deriváty, flavonoidy, terpenoidy a iridoidy. Jejich protizánětlivé, antimikrobiální, antioxidační, antifungální a hlavně neurosedativní a antidepresivní účinky se dlouhodobě využívají v asijském lidovém léčitelství. Díky obsahu farmakologicky zajímavých látek se druh v zahraničí těší určité odborné pozornosti, v ČR se však dosud považuje pouze za plevelnou rostlinu a výzkum je teprve na počátku.